# Paranthrenina myrmekomorpha
Paranthrenina myrmekomorpha är en fjärilsart som beskrevs av Felix Bryk 1947. Paranthrenina myrmekomorpha ingår i släktet Paranthrenina och familjen glasvingar. Inga underarter finns listade i Catalogue of Life.